# Ruisseau du Rô Oriental
Le ruisseau du Rô Oriental est une rivière du sud de la France sous-affluent du Tarn et de la Garonne.

## Géographie
De 10,9 km de longueur, il prend sa source sur la commune de Castelnau-de-Montmiral, dans le Tarn et se jette dans la Vère en rive droite sur la commune de Sainte-Cécile-du-Cayrou.

## Départements et villes traversées
- Tarn : Castelnau-de-Montmiral, Sainte-Cécile-du-Cayrou.

## Principaux affluents
- L'Infernou (4,9 km)
- Ruisseau de la Baronne (1,8 km)